# Biserica Albă din Iași
Biserica „Schimbarea la Față” din Iași, cunoscută și ca Biserica Albă, este o biserică ortodoxă din municipiul Iași, care a fost construită în 1750 la marginea vechiul târg al Făinii, pe locul unei biserici mai vechi, care data din secolul al XVII-lea și avea hramul „Nașterea Domnului”. Lăcașul de cult este situat în cartierul Târgu Cucului, în apropiere de Hotelul Europa, pe stradela Albă nr. 3. El are hramul „Schimbarea la Față” (6 august).
Biserica „Schimbarea la Față” din Iași a fost inclusă pe Lista monumentelor istorice din județul Iași din anul 2015, având codul de clasificare  IS-II-m-B-03693. Pe această listă este trecută ca perioadă de datare secolul al XVII-lea.

## Istoric
Biserica este așezată la marginea de răsărit a Târgului Făinii, de unde începea Drumul Sării și se sfârșea Mahalaua Armenimei. Această zonă s-a dezvoltat după mutarea scaunului domnesc al Principatului Moldovei la Iași, aici mutându-se mai întâi slujitori ai domniei și meseriași, apoi și alți breslași.
În secolul al XVII-lea a existat aici o biserică cu hramul „Nașterea Domnului”, cea a purtat numele slavonesc de „Rojdestva Bojiți”. Nu se cunoaște anul clădirii acelei biserici, dar ea este atestată într-un document din 1682, rezultând că acel lăcaș de cult fusese construit anterior acelui an. Această biserică suferise în timp o serie de stricăciuni, astfel încât pe la 1750 a fost rezidită de Popa Velișcu.
Acestui lăcaș de cult i s-a spus Biserica Albă. El nu trebuie confundat cu Biserica Albă ce se afla până în secolul al XVIII-lea pe locul unde se află acum Catedrala Mitropolitană. În acea perioadă, cele mai multe lăcașuri de cult erau din lemn sau din piatră și cărămidă, dar fără a fi văruite. N.A. Bogdan presupune că denumirea de Biserica Albă provine de la faptul că acest lăcaș de cult ar fi fost văruit în totalitate, spre deosebire de celelalte biserici. Tot el presupune că schimbarea hramului din Nașterea Domnului (25 decembrie) în Schimbarea la Față (6 august) s-ar fi făcut în cursul unor reparații sau refaceri.
Biserica a fost avariată de cutremurele din secolul al XIX-lea, astfel încât era amenințată de ruinare pe la sfârșitul veacului. Ea a fost restaurată în anul 1885, în timpul mitropolitului Iosif Naniescu, prin contribuția Primăriei orașului Iași și a enoriașilor. Lucrările au fost executate sub îndrumarea arhitectului Nicolae Bădărău. Cu acest prilej, în stânga intrării în pridvorul bisericii s-a amplasat o placă de tablă cu următoarea inscripție:
„Acéstă Sf. biserică a Schimbărei la Fația a Domnului nostru Is.Hr. pronumită ALBA, fiind învechită de timpŭ și amenințĕnd ruinare, s'a restaurat în ḑilele Majestăței Sale CAROL I. Regele Romăniei, și a Inalt Prea Sf. Arhiepiscop și Mitropolit Moldovei și Sucevei D.D. JOSIF NANIESCU, prin stăruința Epitropiei acestei bisericĭ, compusă din Sf. SA Sachelarul CONSTANTIN PĂUN; D-niĭ IȮN RĂDUCĂNESCU, ȘI ALESANDRU URḐICEANU; contribuind Domnii frați TEODOR, CONSTANTIN ȘI GEORGE BALAIȘ, cu suma de 2000 leĭ; iar Comuna Urbei Iașĭ representată prin Dl. LEON NEGRUȚI ca Primar, a contribuit cu suma de 13000 leĭ. Arhitectul diriginte al restaurăreĭ fiind Dl. NICOLAE BĂDĂRĂŬ
Iași, 1885 Iunie 1.
N. Sternberg”
În jurul bisericii a existat un cimitir, care a fost desființat în 1887, iar osemintele au fost mutate la Cimitirul Eternitatea.
La începutul secolului al XX-lea, Biserica Albă din Iași era filială a Parohiei Bărboi. Ea avea puține venituri, fiind subvenționată de Primăria orașului Iași. Noi lucrări de reparații s-au executat și în secolul al XX-lea, mai precis în anii 1931, 1959 și 1971. Biserica a fost declarată monument istoric în anul 1962.
Lăcașul de cult a fost renovat în perioada 1974-1978, cu contribuția enoriașilor. Atunci a fost pictat în tehnica fresco de către pictorul Constantin Călinescu și ucenica sa, Iulia Handragel, și înzestrat cu mobilier nou și cu obiecte de cult. Cu acest prilej, deasupra ușii de intrare din pridvor în pronaos s-a pictat o pisanie cu următorul cuprins:
„Pisanie
Cu ajutorul lui Dumnezeu, în anii 1974-1978 s-au executat lucrări de renovare a bisericii Schimbarea la Față "Alba" Iași, pictîndu-se în tehnica fresco și înzestrîndu-se cu mobilier nou și toate obiectele necesare cultului sub păstorirea înțeleaptă și părintească purtare de grijă a P.F. Patriarh Dr. Iustin Moisescu și a I.P.S. Teoctist mitropolit al Moldovei și Sucevei, din contribuția credincioșilor în timpul vrednicului preot paroh Frunză Anton și prezvitera Clementina.
Slujba redeschiderei bisericii s-a săvîrșit în ziua de 6 august 1982 de către I.P.S. Mitropolit Teoctist
Pictori Călinescu Constantin și Iulia Handragel”
În anul 1975 în curtea bisericii, lângă peretele sudic, a fost ridicată o troiță în memoria eroilor căzuți în cel de-al Doilea Război Mondial. Pe troiță se află o placă de marmură albă cu următoarea inscripție: "Această sfîntă troiță a fost așezată aici în anul 1975, în memoria aviatorilor și a eroilor patriei căzuți în al II-lea război mondial, prin grija preotului paroh Anton Frunză și a Consiliului Parohial." În fața troiței se află o masă a cărei tăblie este o veche piatră funerară, din cimitirul de altă dată, cu o inscripție din care nu se mai poate descifra decât anul 1841.
Printre preoții care au slujit aici este de menționat pr. Anton Frunză, fost protopop de Iași, care a păstorit o lungă perioadă, până în anul 2003, când a fost pensionat din cauza vârstei înaintate. În locul său a fost numit ca paroh preotul Marcel C. Cojocaru, al cărui tată a fost profesor la Seminarul Teologic de la Mănăstirea Neamț.

## Arhitectura bisericii
Biserica Albă din Iași are formă de cruce, cu absida altarului în formă de semicerc. Ea este construită din piatră masivă și din cărămidă. Sub corniță se află un brâu care înconjoară biserica. Deasupra ferestrelor pridvorului și a turnului-clopotniță se află o friză de semiocnițe întrerupte.
Interiorul bisericii este compartimentat în patru încăperi: pridvor, pronaos, naos și altar. În biserică se intră pe două uși: una pe latura sudică a pridvorului și o alta în peretele sudic al altarului. Pridvorul are formă pătrată și este atașat pe latura sudică a pronaosului. Deasupra pronaosului se înalță un turn de formă pătrată care servește pe post de clopotniță. În patea vestică a pronaosului se află cafasul (balconul pentru cor).
Catapeteasma actuală datează din 1978, cea veche fiind demontată și predată, spre păstrare, la Mănăstirea Golia. În patrimoniul bisericii se află 41 de icoane cu reprezentări ale Praznicelor Împărătești, care au fost donate de Zoița Aramă „repaosată acolo la 1818 mai, în 14 zile...”.

## Imagini

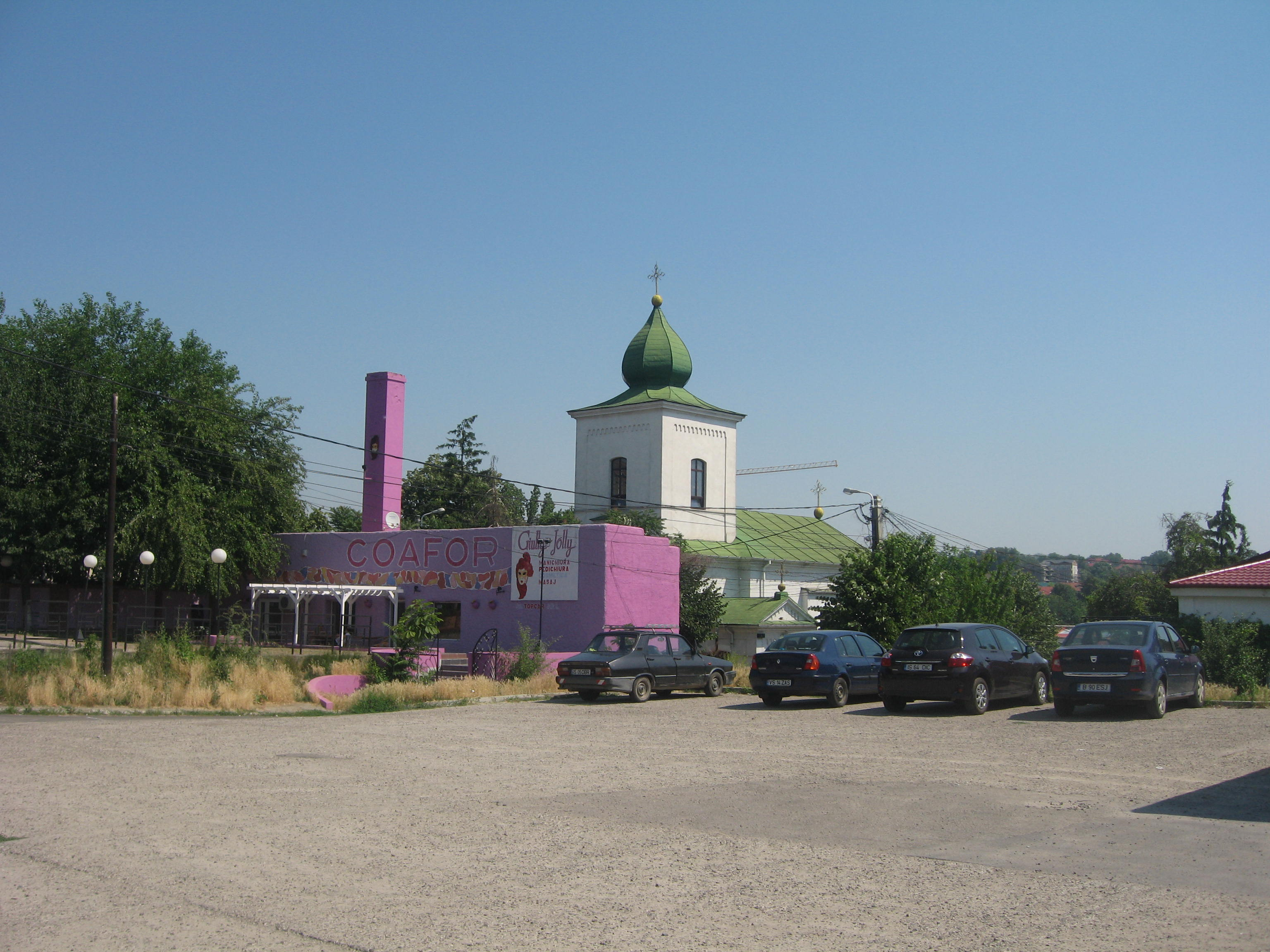
Biserica Albă din Iaşi
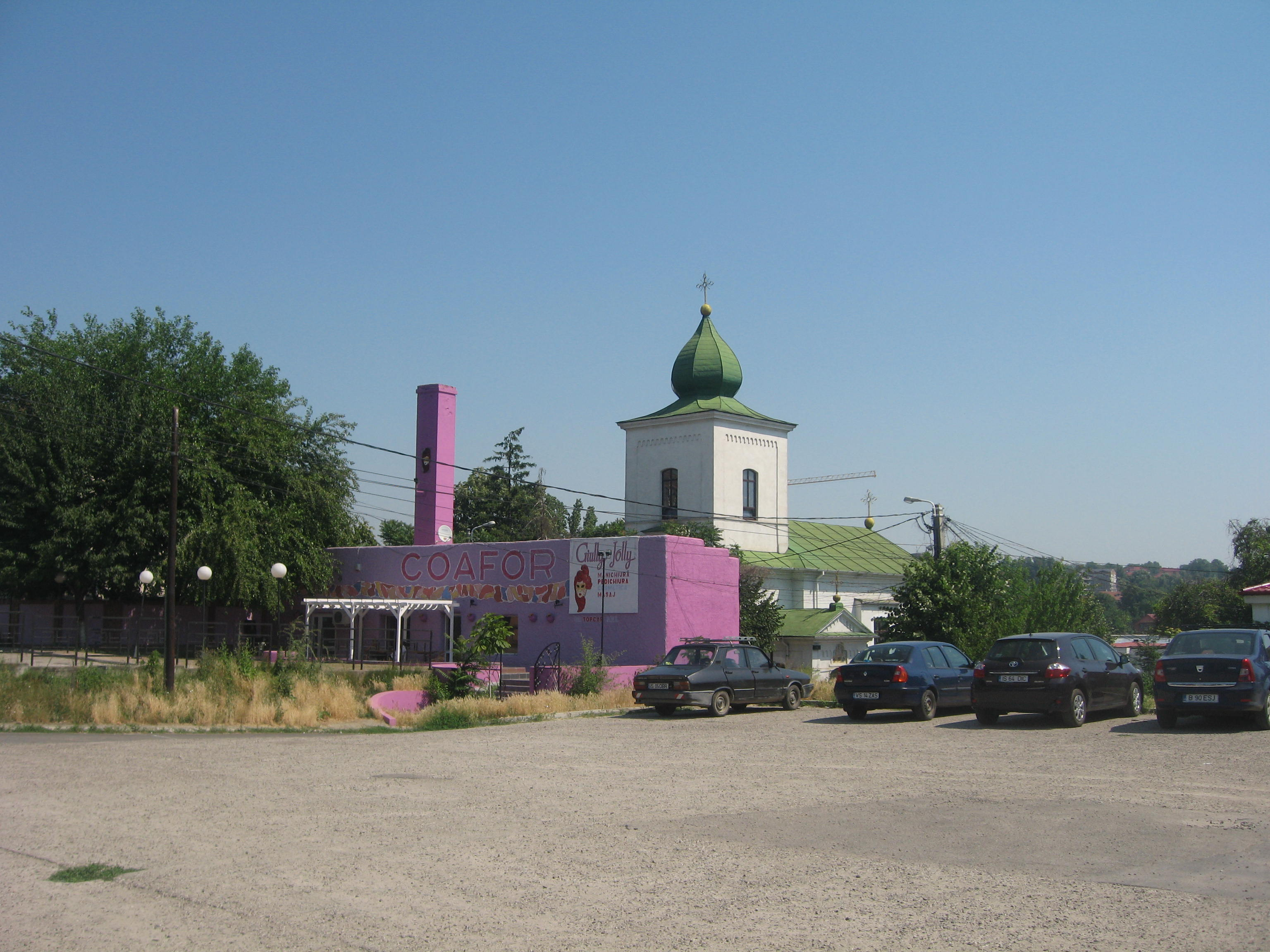
Biserica Albă din Iaşi
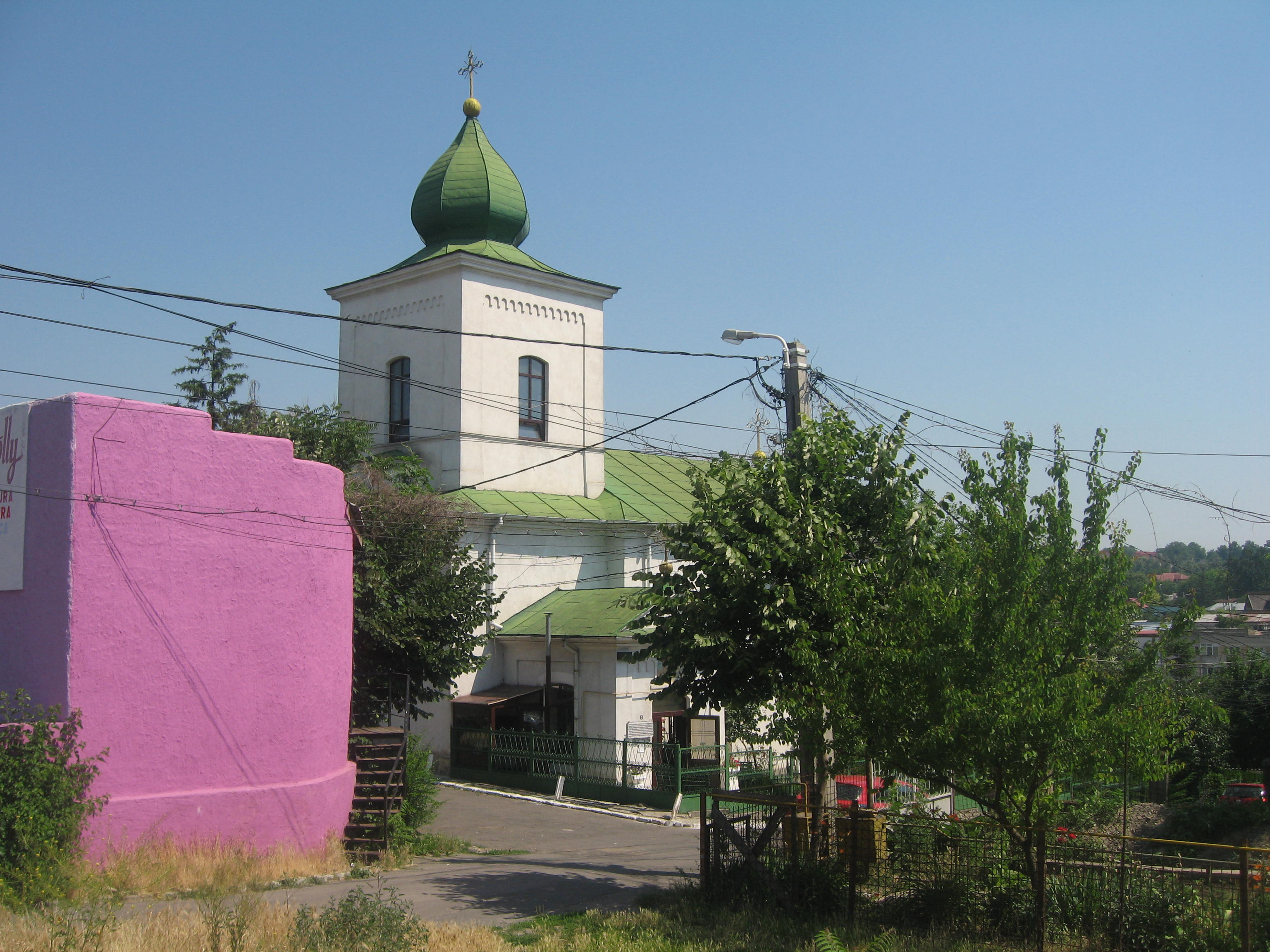
Vedere dinspre sud-vest
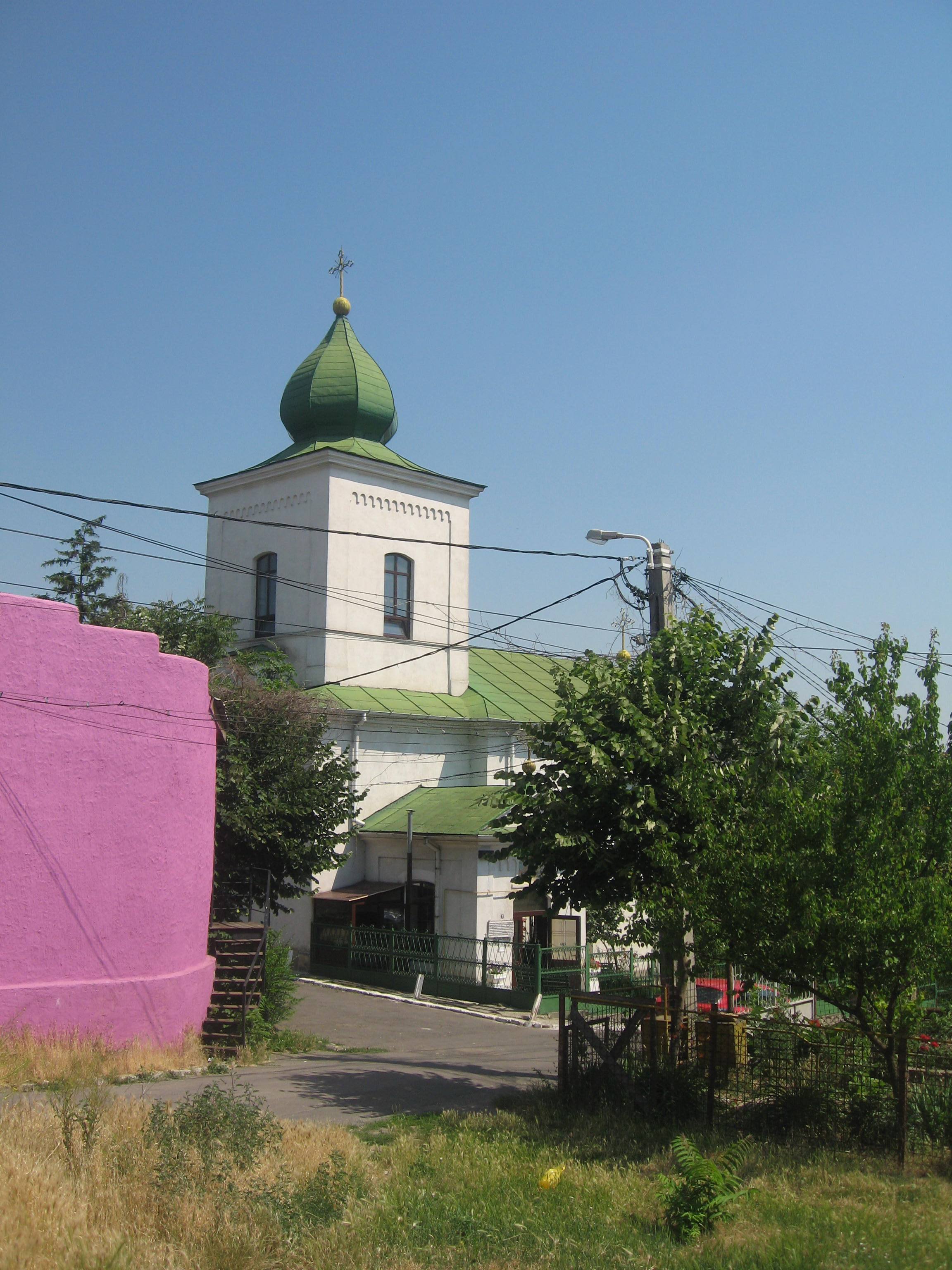
Vedere dinspre sud-vest
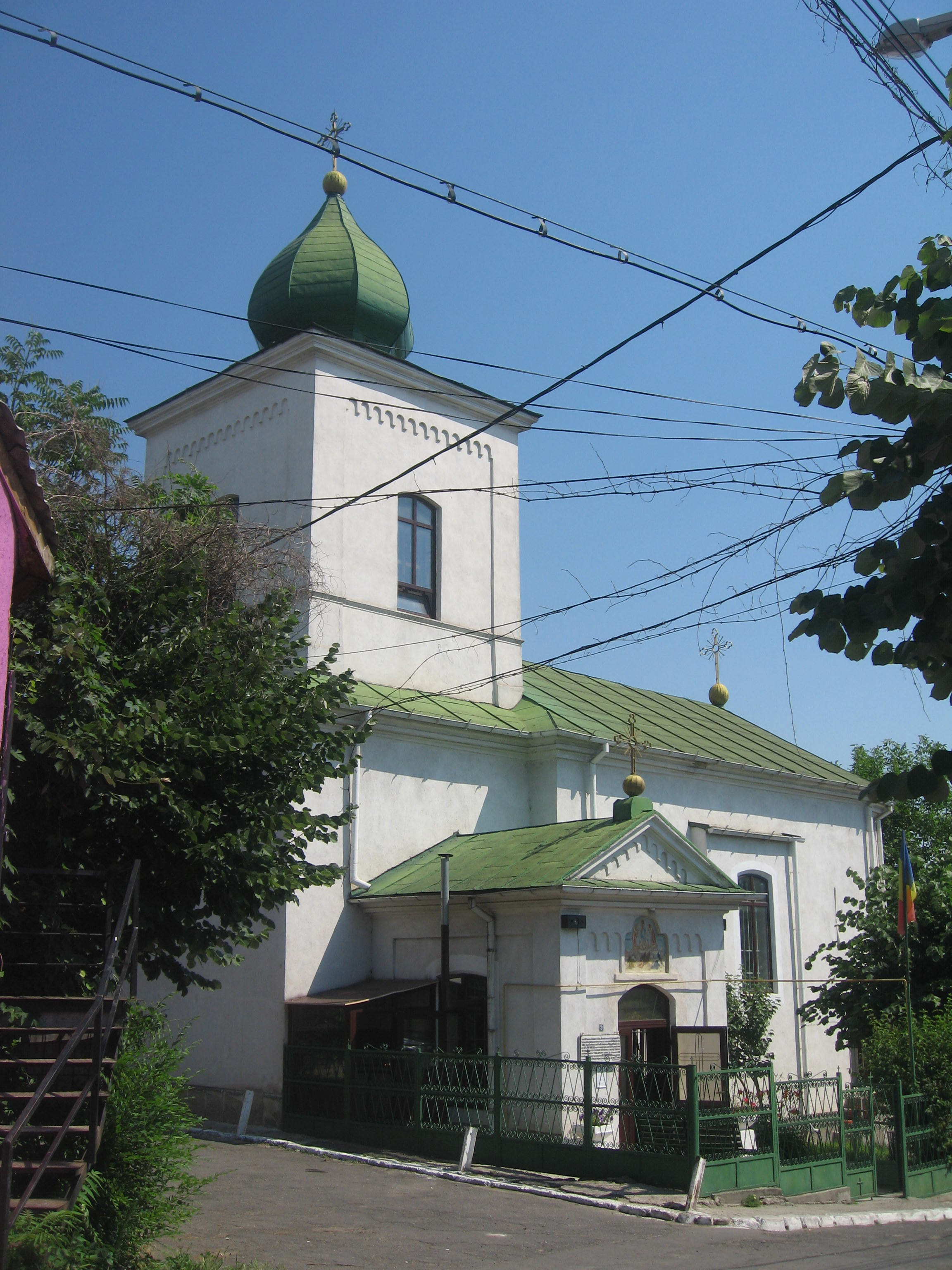
Vedere dinspre sud-vest
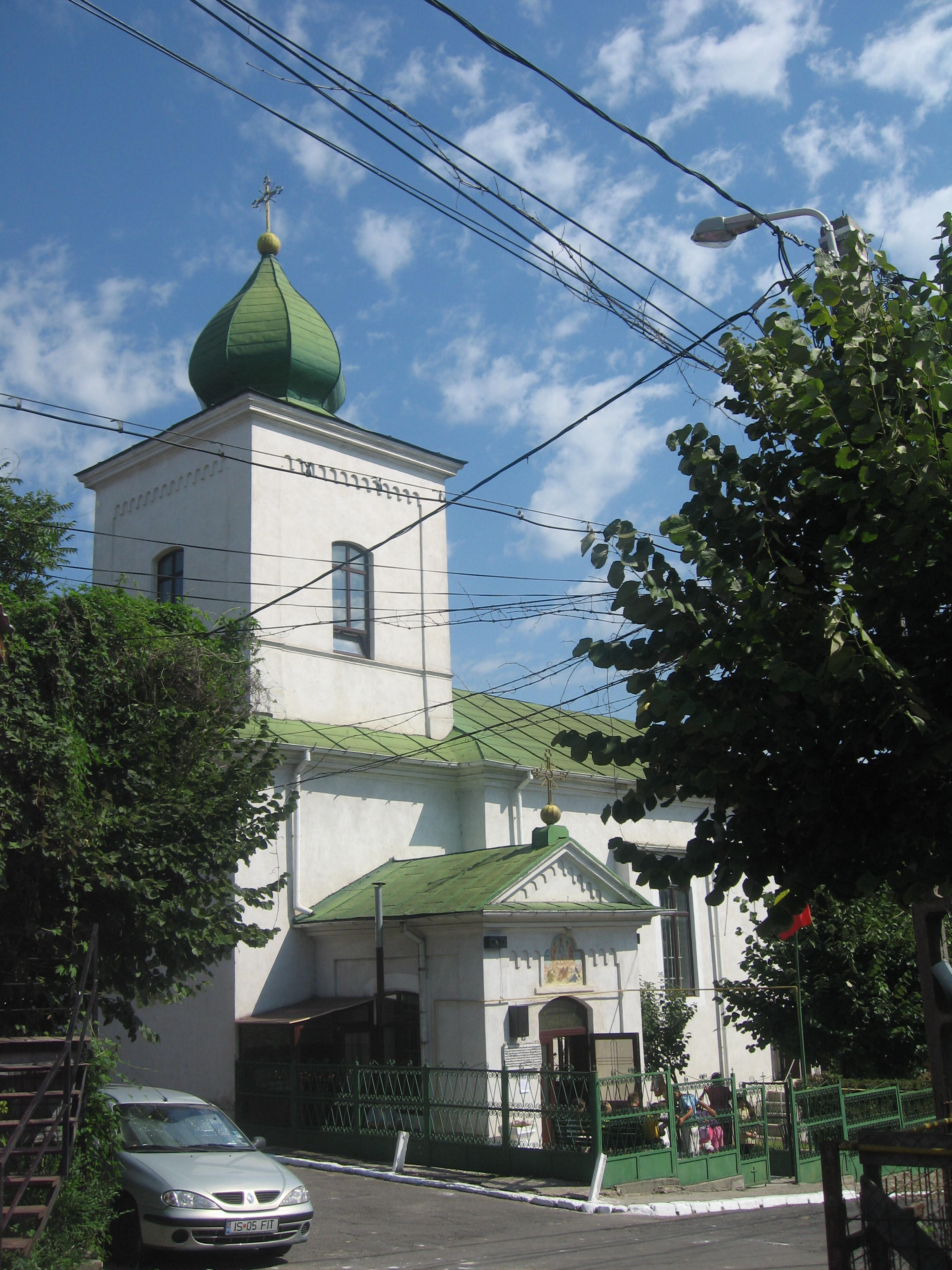
Biserica Albă din Iaşi
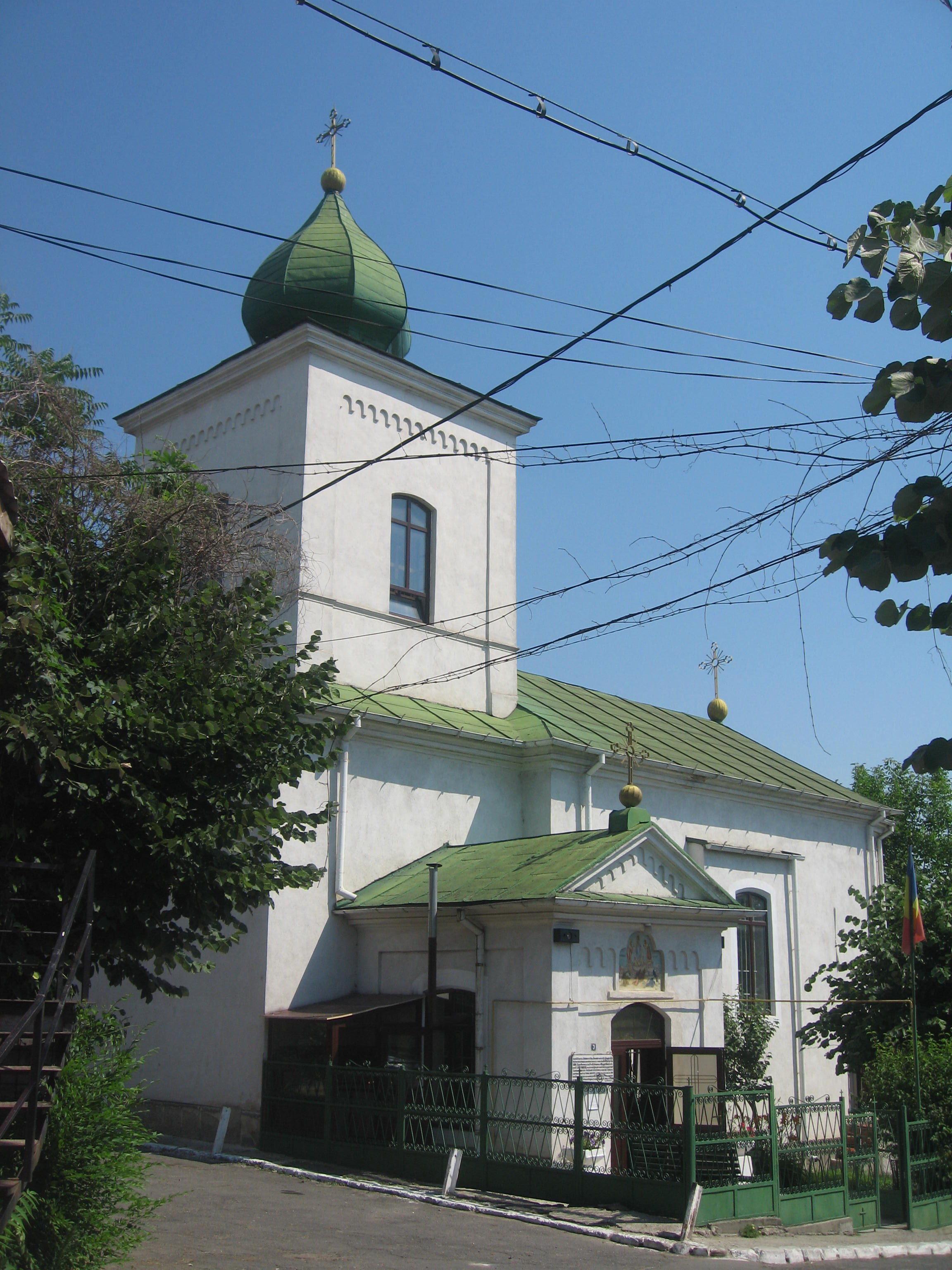
Biserica Albă din Iaşi
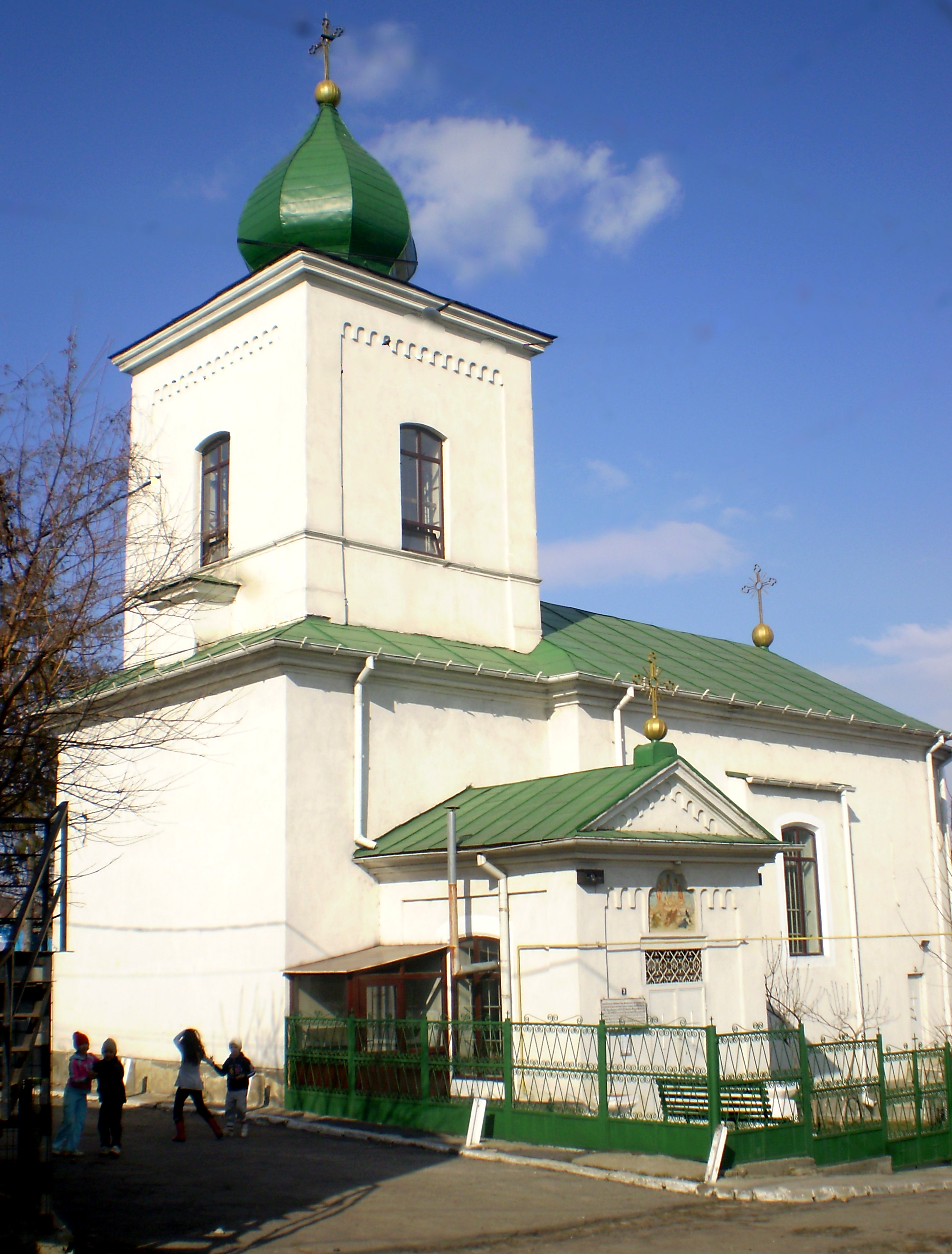
Biserica Albă din Iaşi
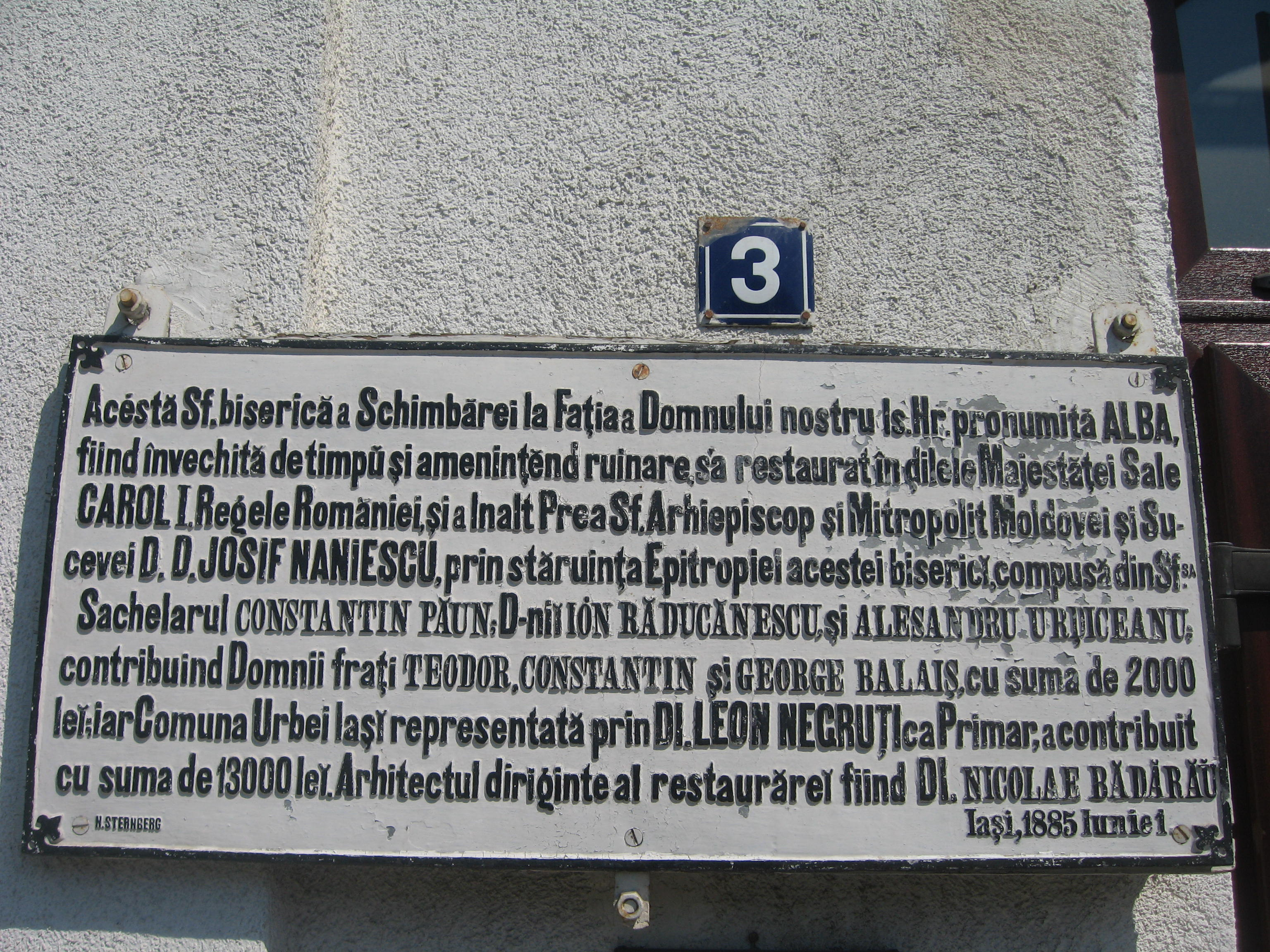
Placă de tablă cu inscripţie
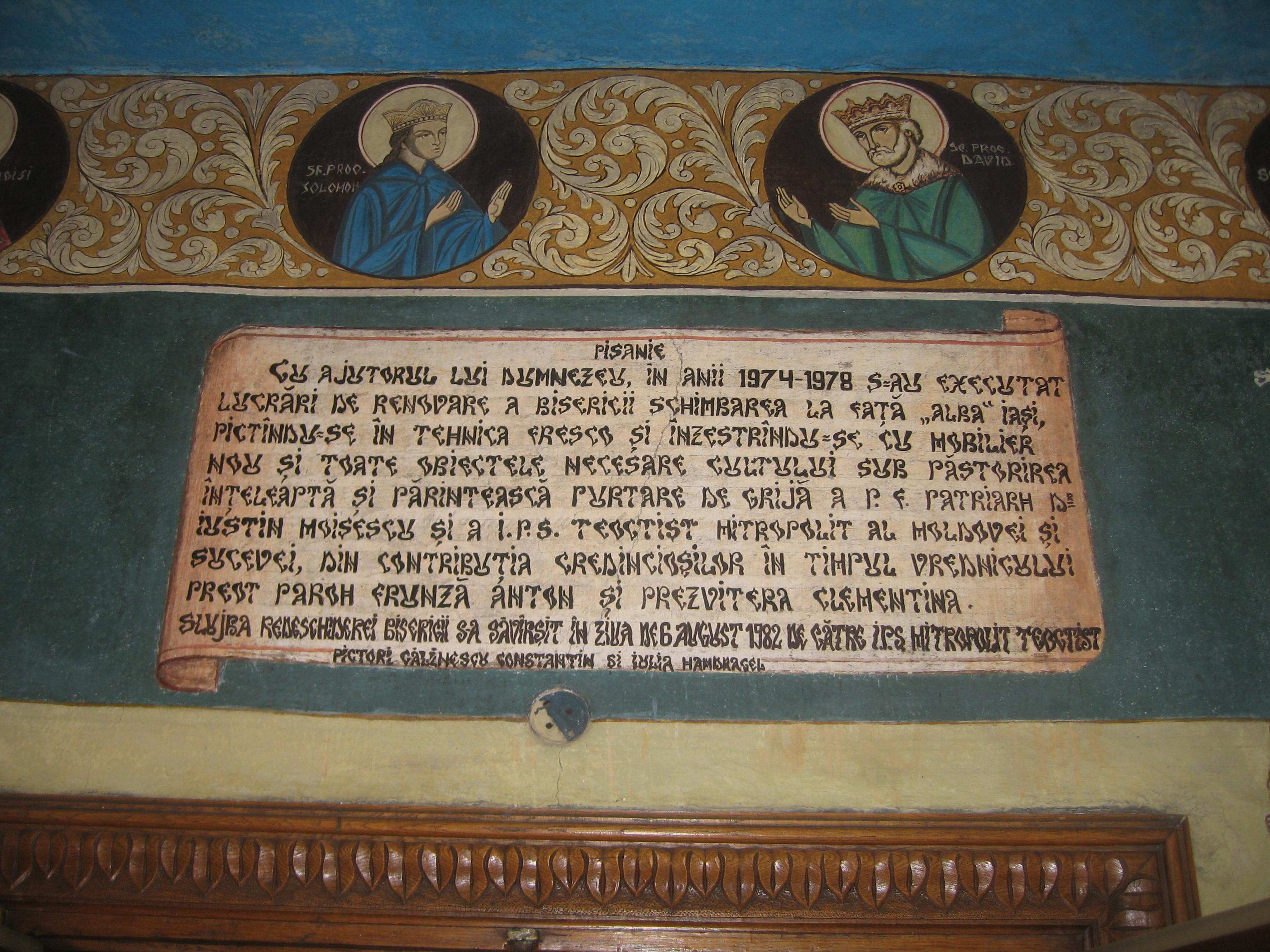
Pisania pictată în biserică
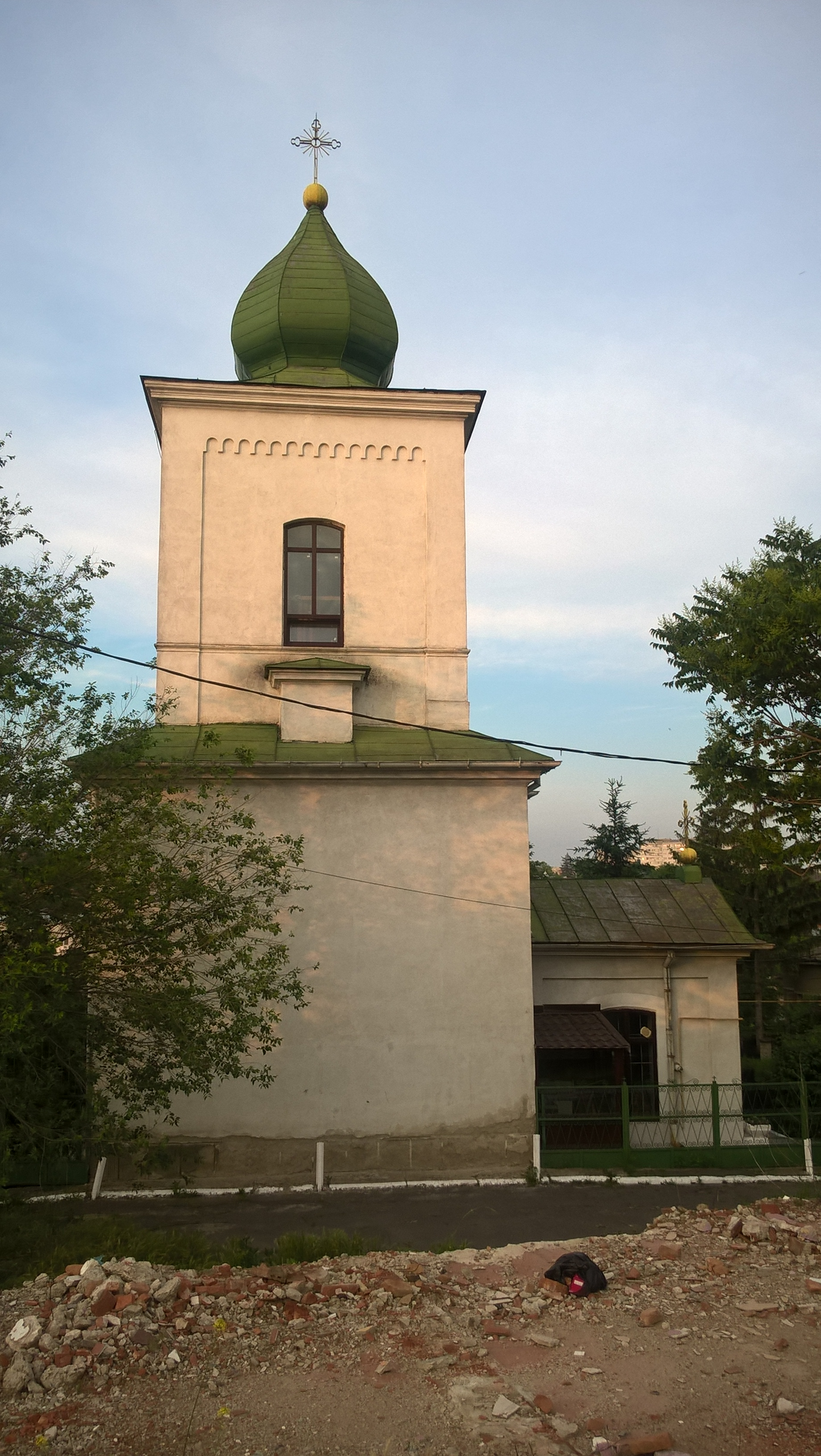
Vedere dinspre vest
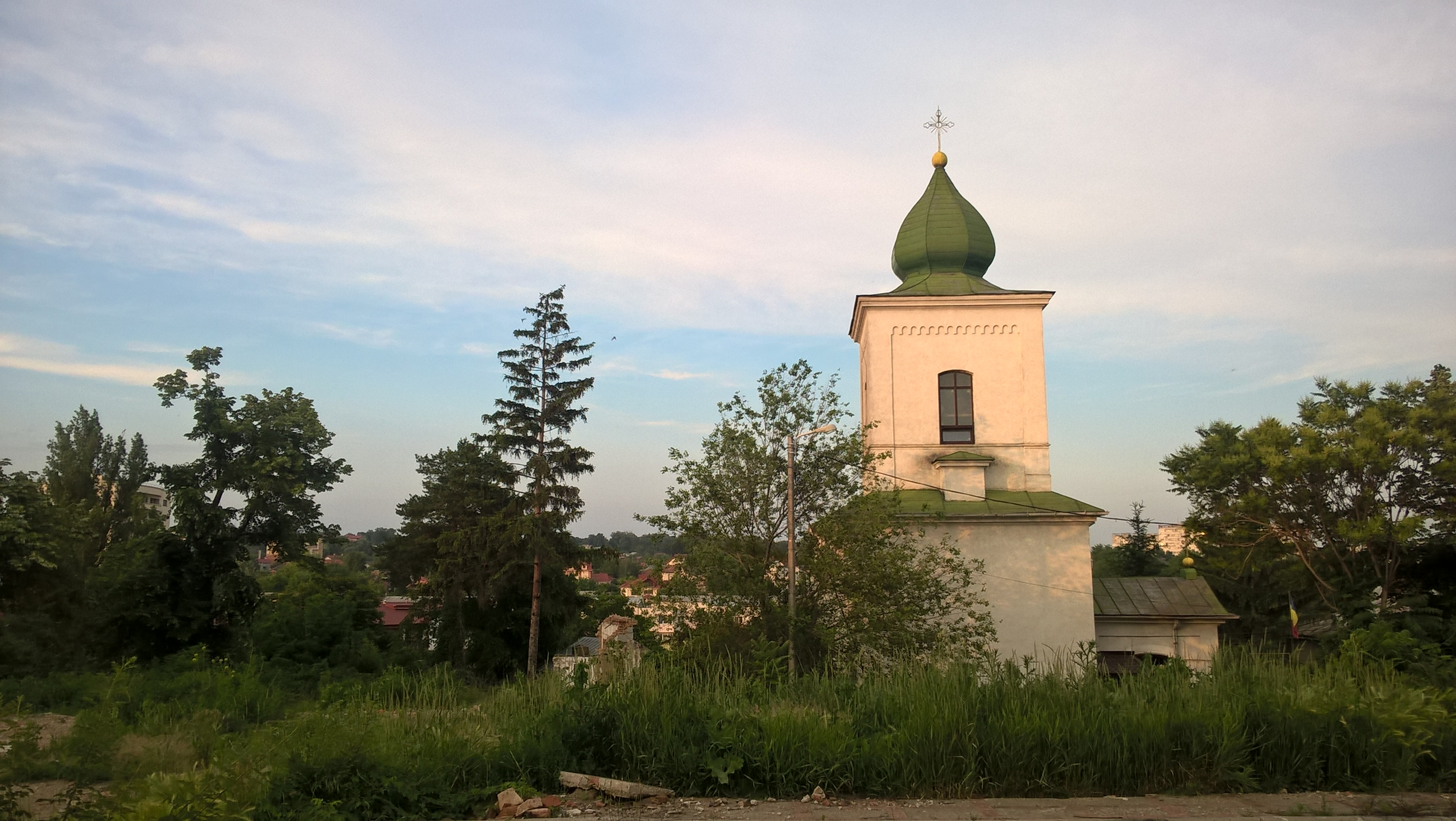
Vedere dinspre vest